# Ingolf Turban
Ingolf Turban (* 17. März 1964 in München) ist ein deutscher Violinist.
Ingolf Turbans Mutter war Pianistin, sein Vater ein musikbegeisterter Mediziner, seine Schwester Schauspielerin. Mit 12 Jahren wurde er in München in die Violinklasse von Gerhart Hetzel aufgenommen. Ferner besuchte er in den USA Kurse bei Jens Ellermann und Dorothy DeLay.
1985 wurde er mit 21 Jahren unter Sergiu Celibidache Erster Konzertmeister der Münchner Philharmoniker. Celibidaches Hochachtung äußerte sich in dem Bonmot: „Ich bin Celi und du bist Turbi.“ 1986 ließ ihn Celibidache erstmals als Solisten auftreten. 1988 verließ er das Orchester und begann eine erfolgreiche Solistenkarriere. 1991 debütierte er an der Mailänder Scala und in Washington.
1995 erhielt er eine Professur an der  Hochschule für Musik und Darstellende Kunst in Stuttgart. 2005 gründete Turban das Kammerorchester I Virtuosi di Paganini. Dies korrespondiert mit seinem besonderen Einsatz für die Werke Paganinis. Seit 2006 ist Ingolf Turban Professor an der Hochschule für Musik und Theater München.
Turban spielt die große Violinliteratur „von Bach bis Berg“, daneben aber auch viele selten oder nie zuvor gehörte Werke aller Stilrichtungen. Darunter sind auch Kuriositäten wie Otto Soldans Adagio religioso – Quartett für eine Violine, das mit abgelösten Bogenhaaren über alle vier Saiten gestrichen wird. Turban bringt dies gerne als Zugabe.
Turban hat bisher über 40 CDs veröffentlicht, darunter auch violinbegleitete Literaturlesungen seiner Schwester Dietlinde Turban. Er ist Mitglied des Deutschen Streichtrios.
Er wurde 1999 mit dem Günther-Klinge-Kulturpreis der Gemeinde Gauting ausgezeichnet.